# Devonknowes Farmhouse
Devonknowes Farmhouse ist das Wohnhaus eines Bauernhofes südöstlich der schottischen Stadt Tillicoultry in der Council Area Clackmannanshire. 1977 wurde das Gebäude in den schottischen Denkmallisten in die Kategorie C aufgenommen.

## Beschreibung
Das Gebäude befindet sich südlich eines kleinen Wäldchens rund einen Kilometer südöstlich von Tillicoultry. Mit dem Shannockhill Farmhouse liegt ein weiteres denkmalgeschütztes Bauernhaus in der näheren Umgebung. Ein unbefestigter Weg führt aus südlicher Richtung von der B9140 bis zu dem Gehöft. Das genaue Baudatum des Devonknowes Farmhouse ist nicht bekannt. Es wird jedoch davon ausgegangen, dass das Gebäude um das Jahr 1800 errichtet und später erweitert wurde. Das Gebäude besteht aus Bruchstein, wobei die Fensterfaschen abgesetzt sind. Die Fenster des zweistöckigen Gebäudes sind auf drei vertikalen Achsen angeordnet. Mittig tritt der Eingangsbereich mit Ziergiebel hervor. Die Türe schließt mit einem rechteckigen Oberlicht in einer bogenförmigen Aussparung ab. Das Mauerwerk des Obergeschosses ist farblich abgesetzt. Das Gebäude befindet sich auf Grund einschneidender Überarbeitungen nicht mehr im Originalzustand.